# Menez Meur
Le domaine de Menez Meur, situé  dans la commune d'Hanvec, fait partie du Parc naturel régional d'Armorique.

## Description
Le plateau de Menez Meur est surmonté de crêtes rocheuses de schistes, dénommées "roc'h", par exemple le Roc'h Glugeau. Le Domaine de Menez Meur est connu dans sa partie proche des bâtiments pour sa végétation spectaculaire, notamment avec ses arbres majestueux, dont un hêtre, un des arbres les plus âgés de Bretagne, vieux de plus de 130 ans et qui mesure jusqu'à 23 mètres de hauteur. En 2014 d'importants travaux de désenrésinement (abattage des épicéas plantés dans la décennie 1960, dégagement des branches et souches, décapage de la litière d'aiguilles) ont permis dans le reste du domaine de restaurer un paysage naturel caractéristique de la végétation de landes typique de la région, ce qui lui permet aussi d'accueillir une faune caractéristique de ces milieux naturels

## L'histoire du domaine
Le domaine de Menez Meur, vaste de 680 hectares, a été acquis par le conseil général du Finistère en 1969 et géré depuis sa création par le Parc naturel régional d'Armorique.
Ses abords ont ainsi été conservés : chemins creux, talus empierrés et plantés, entrées de champs, allées forestières forment un ensemble homogène et cohérent.
Julien Prioux est cité comme le « fondateur » du domaine de Ménez Meur. Ce domaine (d'une superficie de près de 150 ha à l'origine- parcelle D 1147), il l'a acheté le 3 juin 1867 : le précédent propriétaire était Charles Demolon, qui lui-même l'avait acheté à la famille de Quélen en 1842.
Qui était Julien Prioux ?
Une histoire locale le présente comme un individu peu recommandable, un aventurier parti à la Ruée vers l'or grâce à la paie des ouvriers de son oncle, entrepreneur de travaux publics pour lequel il travaillait. La consultation des archives départementales nous donne une tout autre histoire.
Julien Vincent Prioux est né le 11 décembre 1821 à Taupont (village de Crémenan) dans le Morbihan. Il se forme au métier de constructeur de route et est embauché par son oncle, Jean-Marie Gicquel, dans son entreprise. 
En 1849, Julien Prioux connaît des soucis avec la justice, mais pas ceux qu'on raconte : il est condamné le 30 août 1849 par le tribunal de Quimper à 6 jours de prison et 30 francs d'amende pour outrage à agents de la force publique et coups et blessures pour avoir botté les fesses d'un ouvrier de son chantier. Il est incarcéré à la maison d'arrêt de Quimper du 8 au 14 février 1850. Voici les indications du registre d'écrou : « Taille 1,70 m, bouche moyenne, cheveux châtains, sourcils idem, front haut, menton rond, nez bien, visage ovale, teint clair, yeux roux. Signalement des vêtements au moment de l'arrivée : veste, pantalon de drap brun, gilet en drap noir, chemise de coton, des souliers, chapeau en feutre ».
Après cela, il s'en va immédiatement en Californie où on le retrouve à Downieville, dans les mines de la branche nord de la rivière Yuba et confie à son oncle Jean-Marie Gicquel le soin de gérer toutes ses affaires en France. On le sait de retour à Pleyber-Christ le 4 janvier 1857 au mariage de sa sœur dont il est le témoin ainsi que son oncle Jean-Marie.
Il ouvre alors sa propre entreprise de travaux publics et obtient le marché pour la route 164 entre Landerneau et La Martyre (Le Keff). Sur cette route, l'ingénieur des Ponts et Chaussées est Armand Rousseau qui écrit dans ses rapports que « le Sieur Prioux a toujours fait preuve d'intelligence, d'activité et de bonne volonté dans le cours de son entreprise ».
En 1866, les travaux terminés, il vend son entreprise et achète des terres à Ploudaniel, au Tréhou, et, en 1867, le domaine de Ménez Meur où il bâtit sa ferme (locaux actuels du domaine).
Julien Prioux construit, défriche et exploite ses terres de Ménez Meur pendant plus de 30 ans.
Une expertise demandée par ses héritières donne une description précise du domaine en 1901. Ce rapport positionne précisément tous les bâtiments et les champs. Ceux-ci sont positionnés de part et d'autre de la grande allée qui mène chez lui. Il l'a fait traverser toute la largeur à cet endroit-là de sa propriété : à l'ouest, elle s'arrête à la limite de son domaine et, à l'est, elle donne sur l'axe de communication nord-sud reliant Sizun à Lopérec.
Il décède le 27 août 1900 au bourg d'Hanvec. Son surnom de "Californie" subsiste toujours localement,.

## L'intérêt touristique et écologique du domaine
Propriété du Parc naturel régional d'Armorique, le domaine de Menez Meur joue un rôle éducatif pour la protection et la gestion des milieux naturels, de sensibilisation à l'environnement et contribue à la protection de races régionales d'animaux domestiques à faible effectif (vaches de race armoricaine, porcs blancs de l'Ouest, moutons des Landes de Bretagne, chèvres des Fossés, vaches bretonnes pie noir…) et préserve même une espèce reconstitué génétiquement : l'aurochs.
Autour d'un corps de ferme rénové, des circuits pédestres sont proposés :
- un circuit animalier, long de 3,3 km, qui présente les espèces ci-dessus mentionnées ainsi que des loups, des sangliers, des cerfs[6] ;
- un circuit forestier, long de 2,5 km, jalonné de panneaux explicatifs sur le milieu forestier, la faune et la flore des monts d'Arrée ;
- un circuit des paysages, long de 8,5 km, reprend les deux circuits précédents et permet en plus de voir des tourbières et des points de vue panoramiques[7] ;
- un sentier les landes de Californie (2,5 km) sur la thématique des landes.

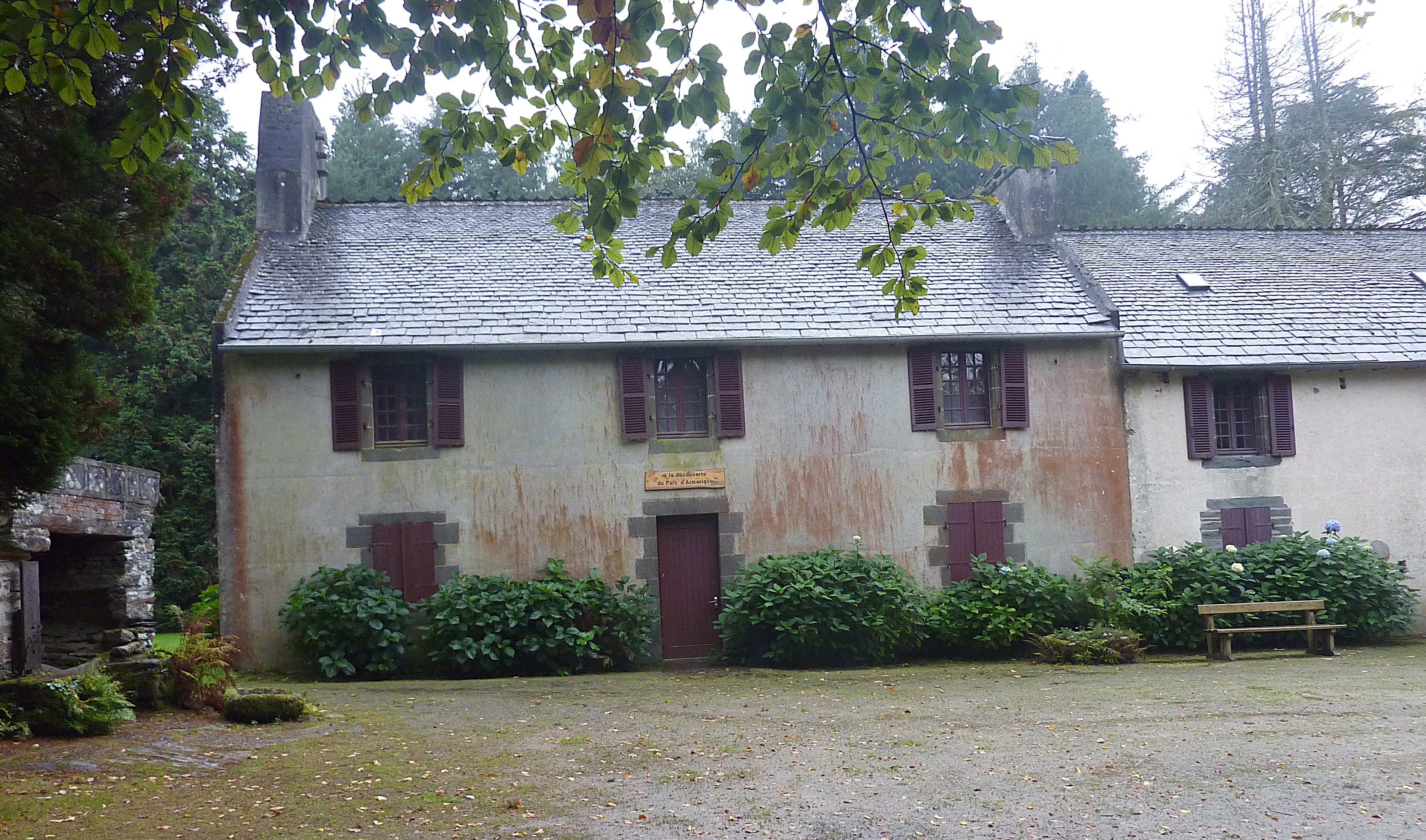
Domaine de Menez Meur ː l'ancienne ferme (maison d'habitation).
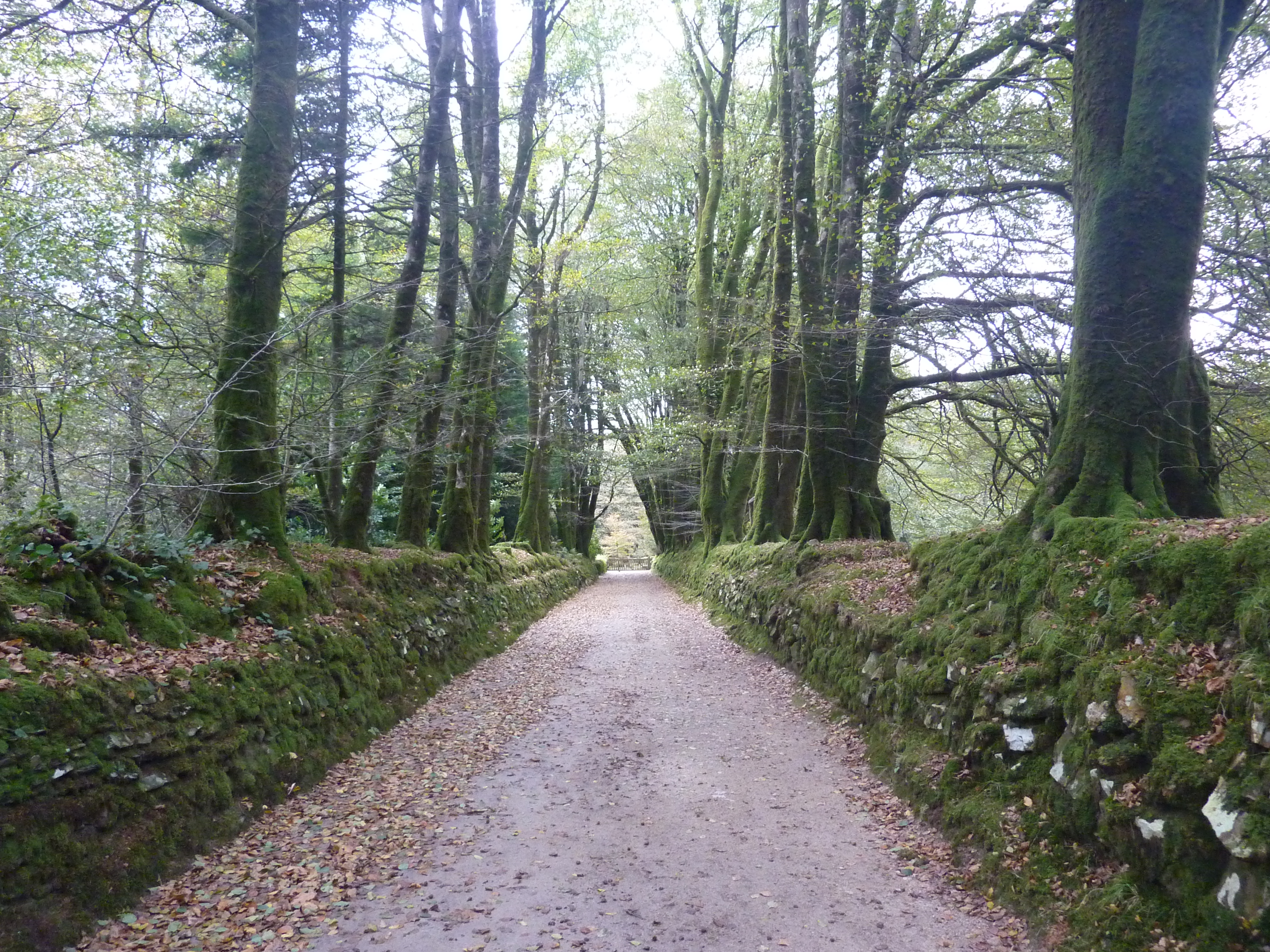
Une allée du domaine de Menez Meur.
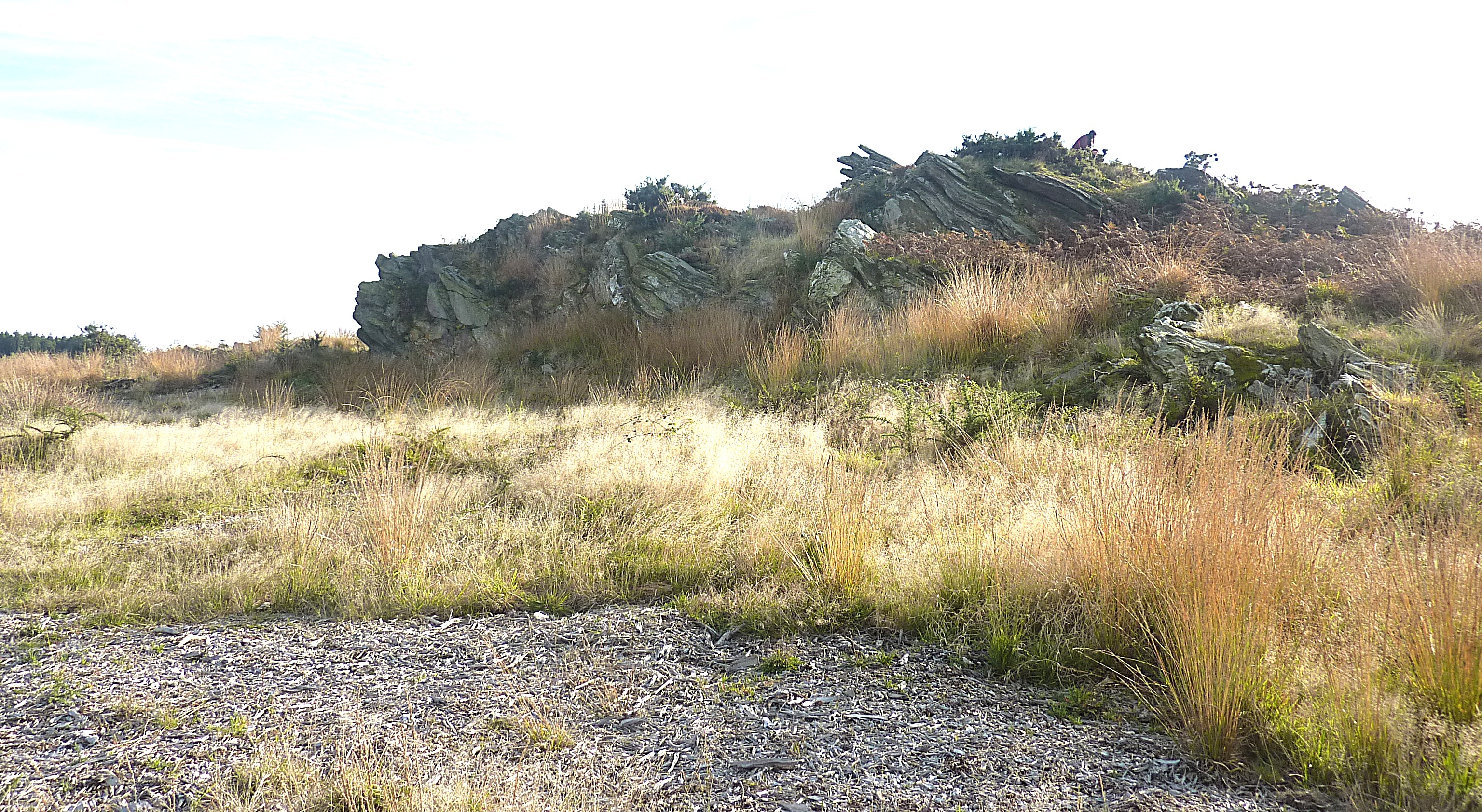
Domaine de Menez Meur ː le Roc'h Glaz.
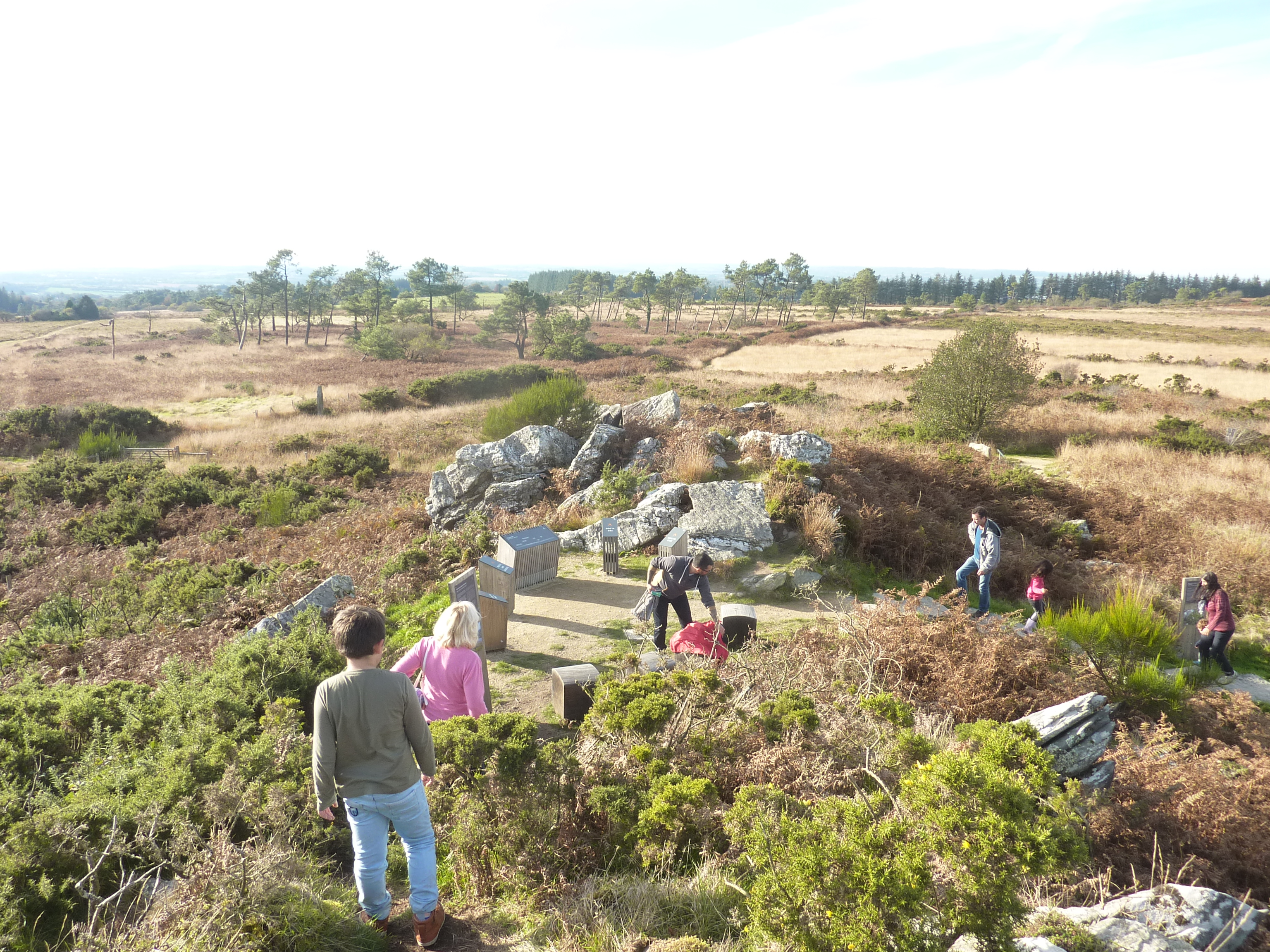
Domaine de Menez Meur ː Roc'h Glaz, un des plus hauts sommets de la commune d'Hanvec, et le paysage de landes l'entourant.
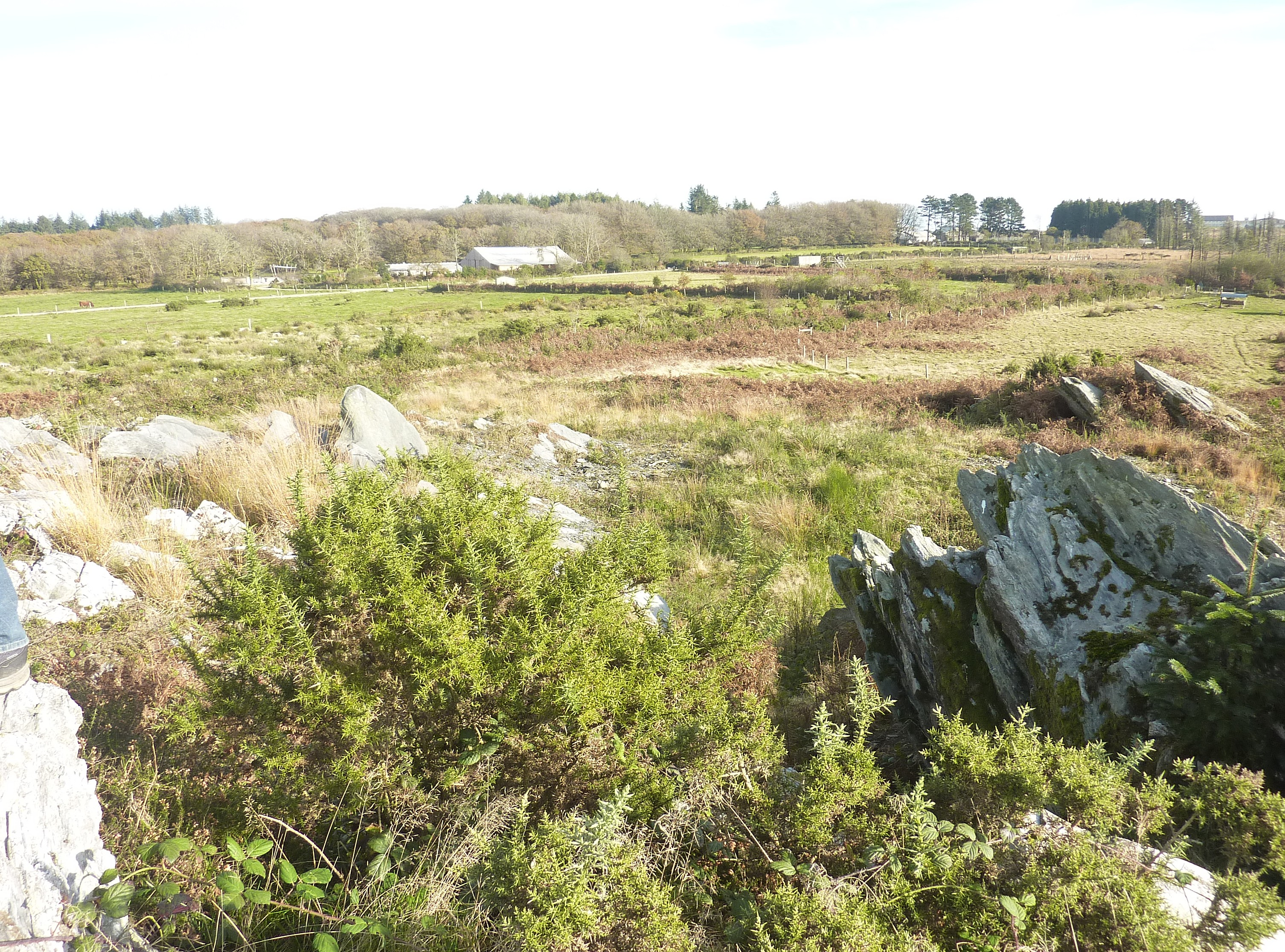
Domaine de Menez Meur ː le paysage de landes vu depuis le sommet du Roc'h Glaz.
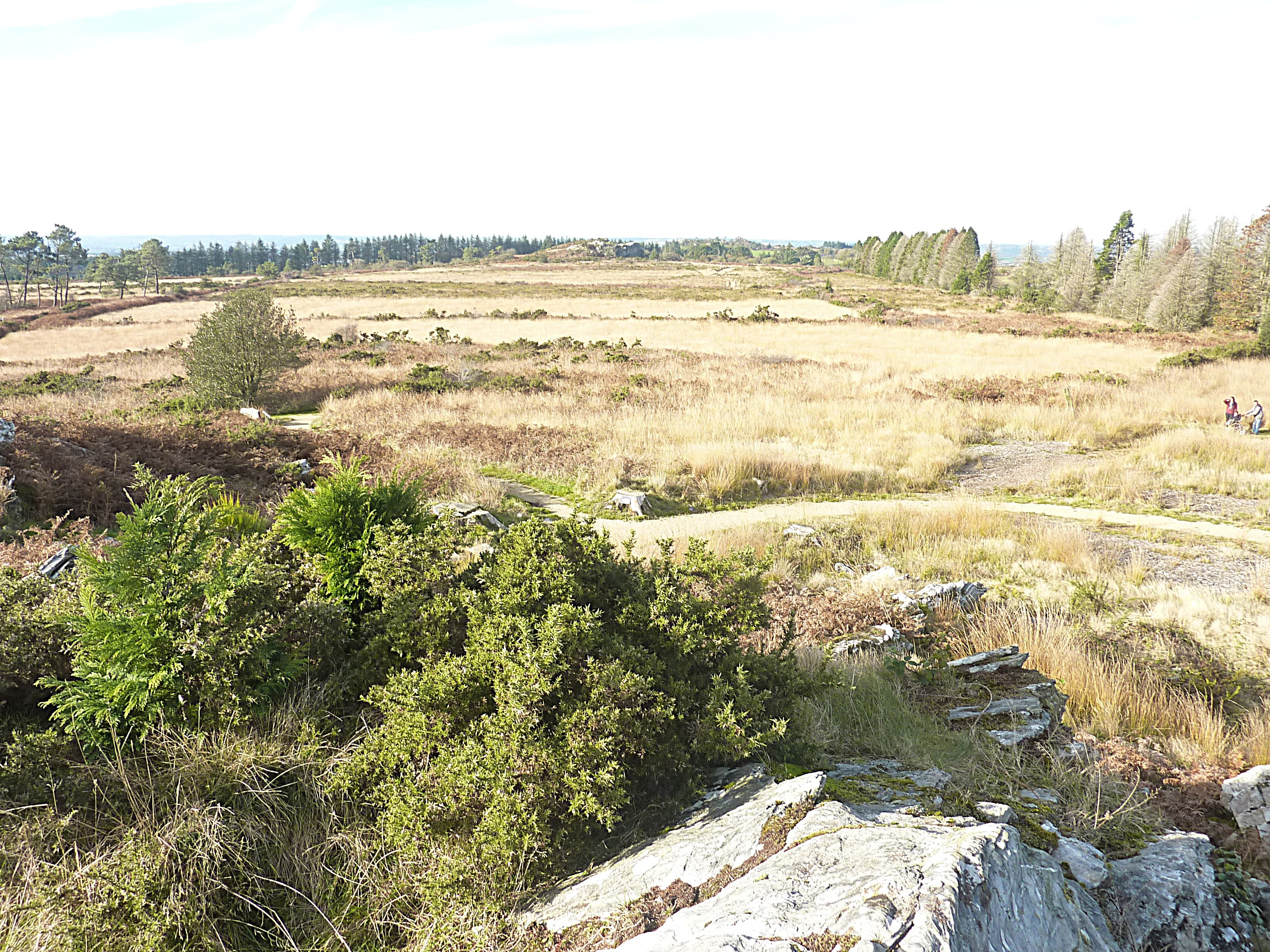
Domaine de Menez Meur ː le paysage de landes vu depuis le sommet du Roc'h Glaz.
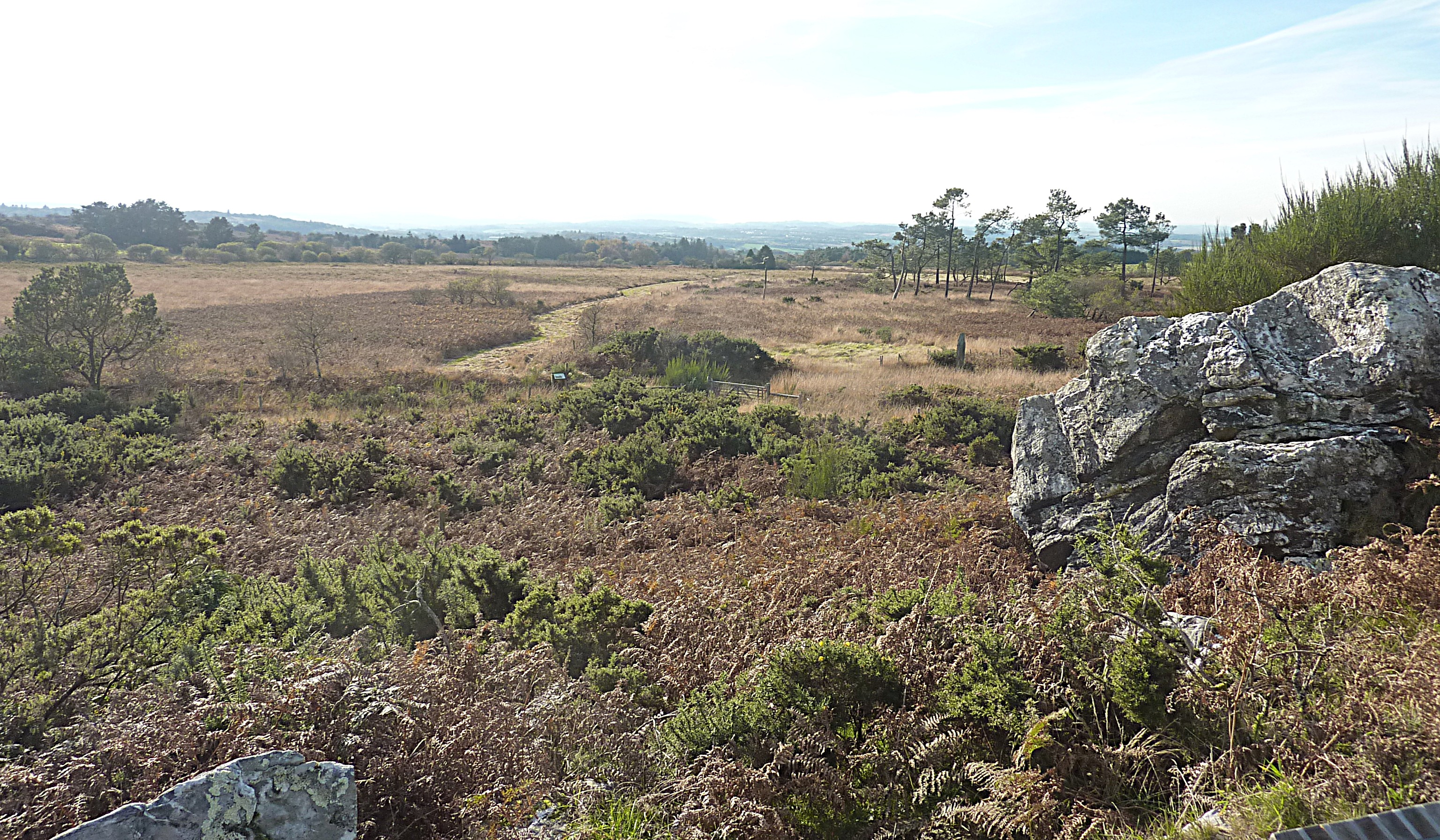
Domaine de Menez Meur ː paysage de landes.
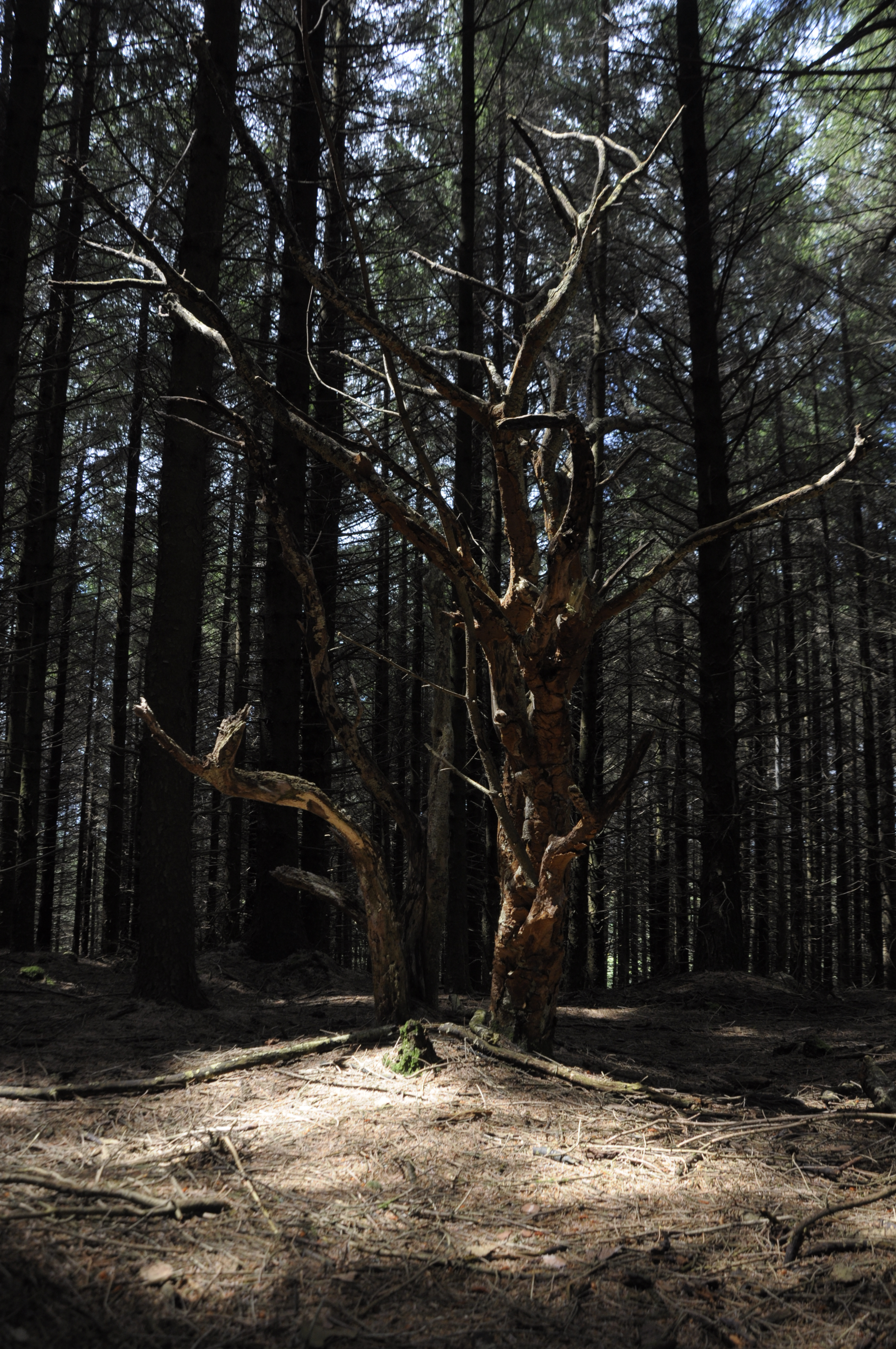
Arbres dans le parc de Menez Meur.
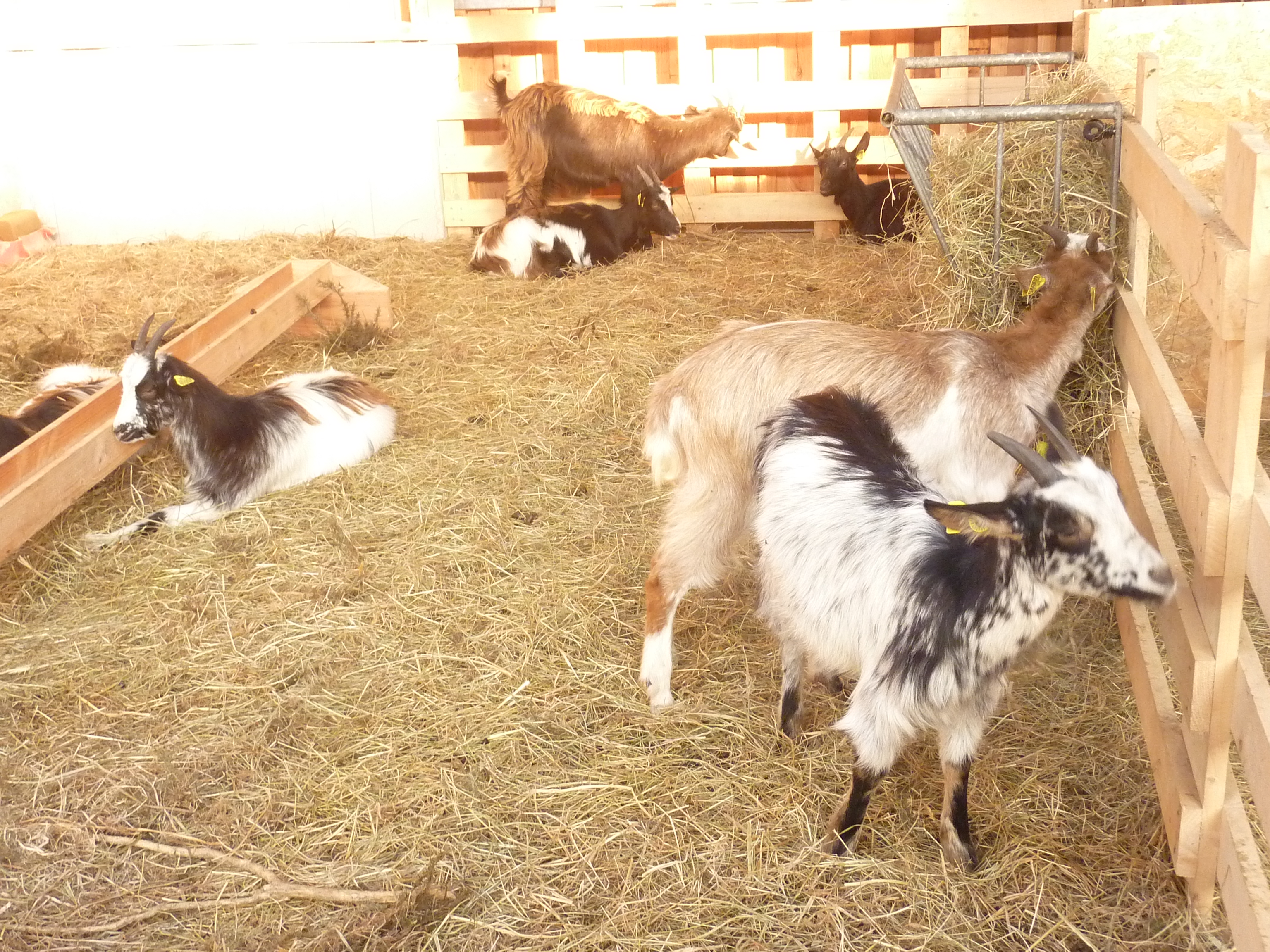
Chèvres des fossés dans le do demaine de Menez Meur.